# Teeks

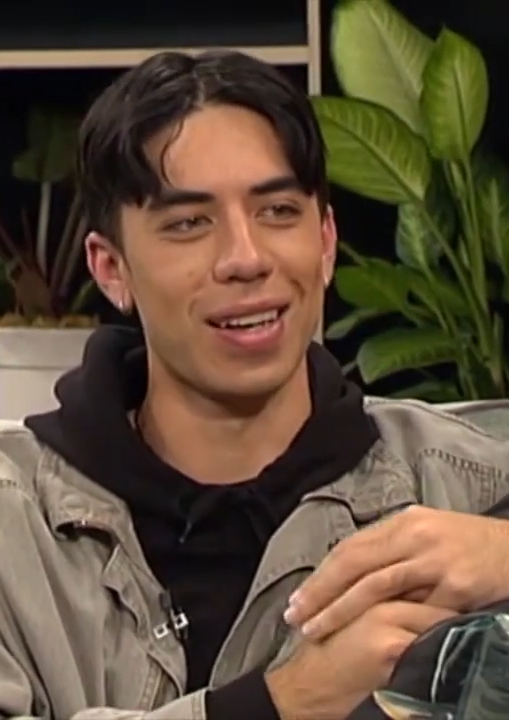
Teeks (2017)

Teeks (* in Northland als Te Karehana Gardiner-Toi) ist ein neuseeländischer Soulsänger. Mit seinem ersten Album Something to Feel erreichte der Maori Platz 1 der neuseeländischen Charts.

## Biografie
Te Karehana Gardiner-Toi alias Teeks wuchs in Hokianga im äußersten Norden Neuseelands auf. In seiner Jugend wirkte er in den traditionellen Tanzgruppen (Kapa Haka) der Maori mit. Während der Schulzeit war er in einer Reggaeband und begann, eigene Songs zu schreiben und sich der Soulmusik zuzuwenden. 2013 ging er nach Auckland und begann ein Musikstudium an der Unitec-Universität. Dort nahm er auch an einem Förderprogramm speziell für Maori-Musiker teil.
Nach seinem Abschluss bekam er die Möglichkeit, in New York Aufnahmen mit dem Grammy-nominierten Produzenten Jeremy Most zu machen. Dort entstand ein Teil seiner ersten EP-Veröffentlichung The Grapefruit Skies, die schließlich 2017 erschien. Auf Anhieb kam er damit in die Top 10 der neuseeländischen Charts. Bei den New Zealand Music Awards wurde er daraufhin als bester Maori-Künstler (Te Māngai Pāho Best Māori Artist) ausgezeichnet und war außerdem in der Newcomer- und der Soul/R&B-Kategorie nominiert.
Danach dauerte es einige Zeit bis zu einem ersten vollständigen Album. Teeks sammelte weitere Popularität, er trat unter anderem 2019 zusammen mit Hollie Smith bei der Gedenkveranstaltung zu den Terroranschlägen in Christchurch auf und war prominent an der #OneLoveOneHeart-Challenge der Familie von Bob Marley bei TikTok zugunsten von UNICEF beteiligt.
Sein Debütalbum Something to Feel veröffentlichte er im März 2021 und Anfang April stand er damit auf Platz 1 der Charts. Im November des Jahres wurde er bei den MTV Europe Music Awards 2021 als Best New Zealand Act ausgezeichnet. Am 17. Dezember wurde er bei den Aotearoa Music Awards als Best Solo Artist, Best Soul/RnB Artist und Best Māori Artist ausgezeichnet. Weitere Nominierungen erhielt er für Best Single of The Year und Best Album of The Year.

## Diskografie
Alben
- The Grapefruit Skies (EP, 2017)
- Something to Feel (2021)

Lieder
- Without You (2020)
- Remember (2020)
- Younger (2021)
- First Time (2021)
- Oil & Water (2021)